# Henry Sidoli
Åke Henry Sidoli, född 31 december 1930 i Lund, död 3 november 1997 i Stockholm, var en svensk manusförfattare och regissör.
Sidoli ägnade över 15 år till att samla material om Olle Möller, men han insjuknade en tid före boken skulle ges ut och avled 1997. Sidolis dotter och hennes man såg därefter till att boken som påbörjades 1981 slutligen kunde ges ut. Sidoli behandlar framförallt Gerdfallet och anser att Möller utsattes för ett justitiemord. 2011 utkom boken Olle Möller och orättvisan.

## Filmmanus
- 1972 – Strandhugg i somras
- 1975 – I död mans spår
- 1977 – 91:an och generalernas fnatt

## Regi
- 1967 – Hemma hos Thore